# Abavides
Abavides (llamada oficialmente San Martiño de Abavides) es una parroquia y un lugar del municipio español de Trasmiras, en la provincia de Orense, Galicia.

## Toponimia
La parroquia también es conocida por el nombre de San Martín de Abavides.

## Historia
Hacia mediados del siglo XIX, la parroquia, ya por entonces perteneciente a Trasmiras, tenía contabilizada una población de 288 habitantes. Aparece descrita en el primer volumen del Diccionario geográfico-estadístico-histórico de España y sus posesiones de Ultramar de Pascual Madoz con las siguientes palabras:

ABAVIDES (San Martin de): felig. en la prov. y dióc. de Orense (6 leg.), part. jud. de Ginzo de Limia (1), y ayunt. de Trasmiras: sit. en el centro de la Limia alta y en terreno pantanoso: su clima es poco sano: la igl. (San Martin ob.), es matriz y tiene por aneja á la de San Andrés de Pineira seca (V): se halla servida por un párroco de presentacion del conde de Lemus. El térm. que comprende como 1 1/2 leg., confina por N. con la felig. de San Pedro Felix de Solveira, por E. con la de San Salvador de Sarreans, por S. con la de San Juan de Trasmiras y por O. con la de San Pedro de Laroa. El terreno llano y cruzado por el riach. de San Martin, comprende unas 500 fan. de tierra de labor, en su mayor parte, de 1.ª y 2.ª calidad; escasea el arbolado al paso que abunda el pasto para el ganado. Los caminos son de pueblo á pueblo é intransitables en el invierno, escepto uno que condude á la plaza de Monterrey, y por el lado opuesto á la cab. de part., donde recibe la correspondencia. Prod. centeno y patatas con mucha abundancia, y ademas trigo, maiz, lino, yerbas secas y verdes; se cria un número no despreciable de ganado vacuno, de cerda, caballar y lanar cuya lana se beneficia y consume para los usos domésticos: pobl. 72 vec. y 288 alm. Contr. con las demas parr. que forman el ayunt. (V.)
(Madoz, 1845, p. 42)

## Organización territorial
La parroquia está formada por siete entidades de población, constando una de ellas en el nomenclátor del Instituto Nacional de Estadística español:
- Abavides
- A Madorra
- A Trapa
- Cacabelo
- Cruces
- O Banco
- O Seixo

## Demografía
Gráfica demográfica del lugar y parroquia de Abavides según el INE español:
| Gráfica de evolución demográfica de Abavides entre 2000 y 2023 |
|                                                                |
| Datos según el nomenclátor publicado por el INE.               |